# Roccacasale
Roccacasale település Olaszországban, Abruzzo régióban, L’Aquila megyében. Lakosainak száma 597 fő (2023. január 1.). Roccacasale Corfinio, Pratola Peligna és Salle községekkel határos.

## Népesség
A település lakossága az elmúlt években az alábbi módon változott:
| Lakosok száma | 683  | 671  | 597  |
|               | 2017 | 2018 | 2023 |